# ساتیریوم
ساتیریوم (نام علمی: Satyrium) نام یک سرده از تیره پرنیان‌بالان است.

## نگارخانه

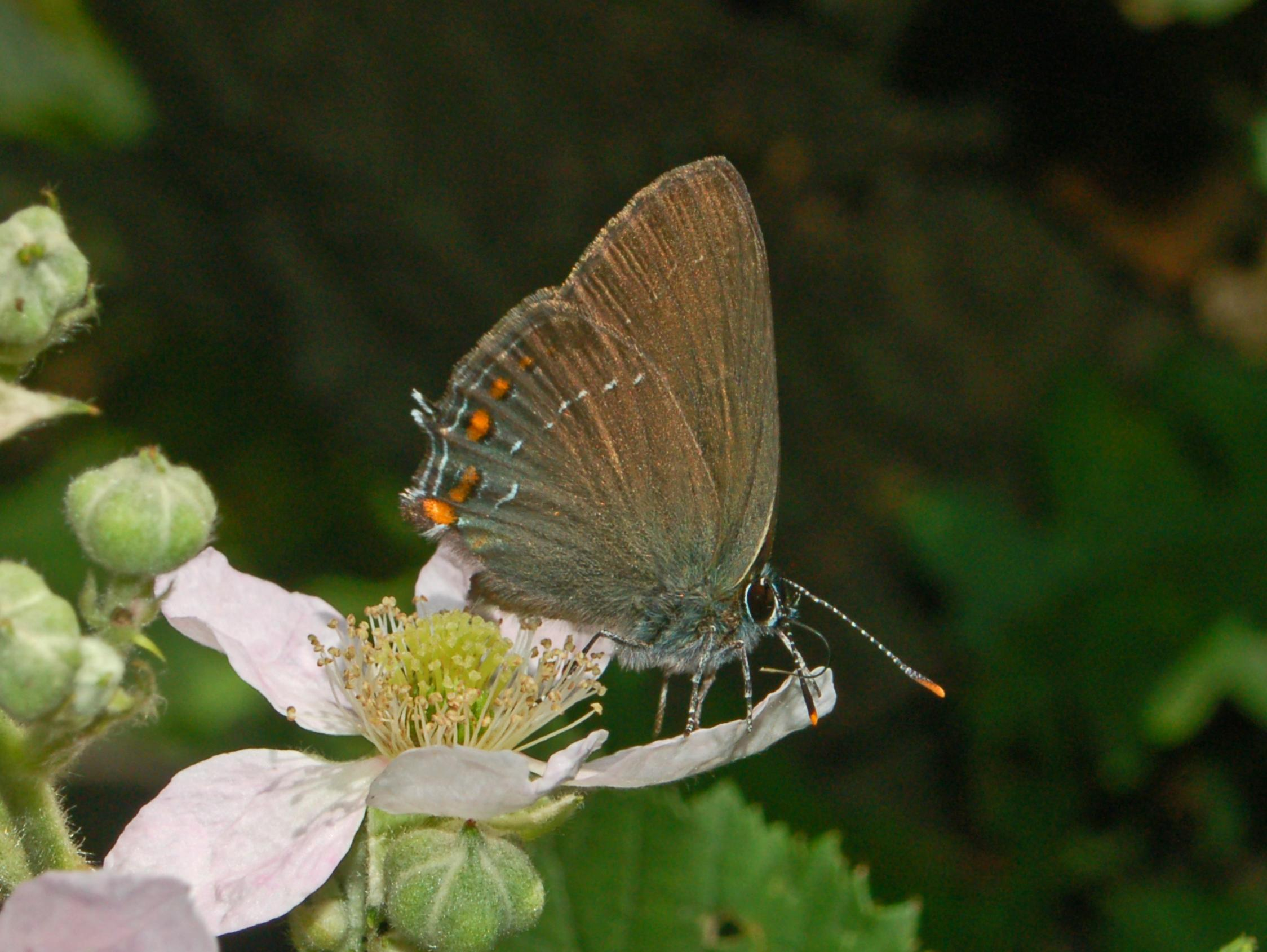
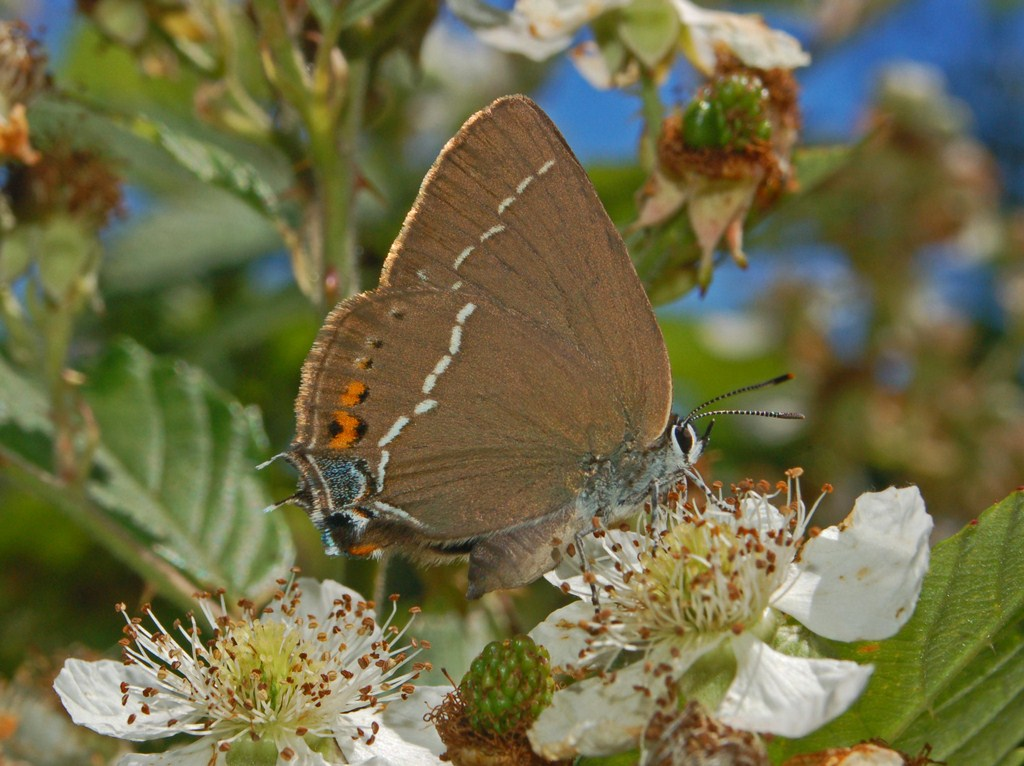
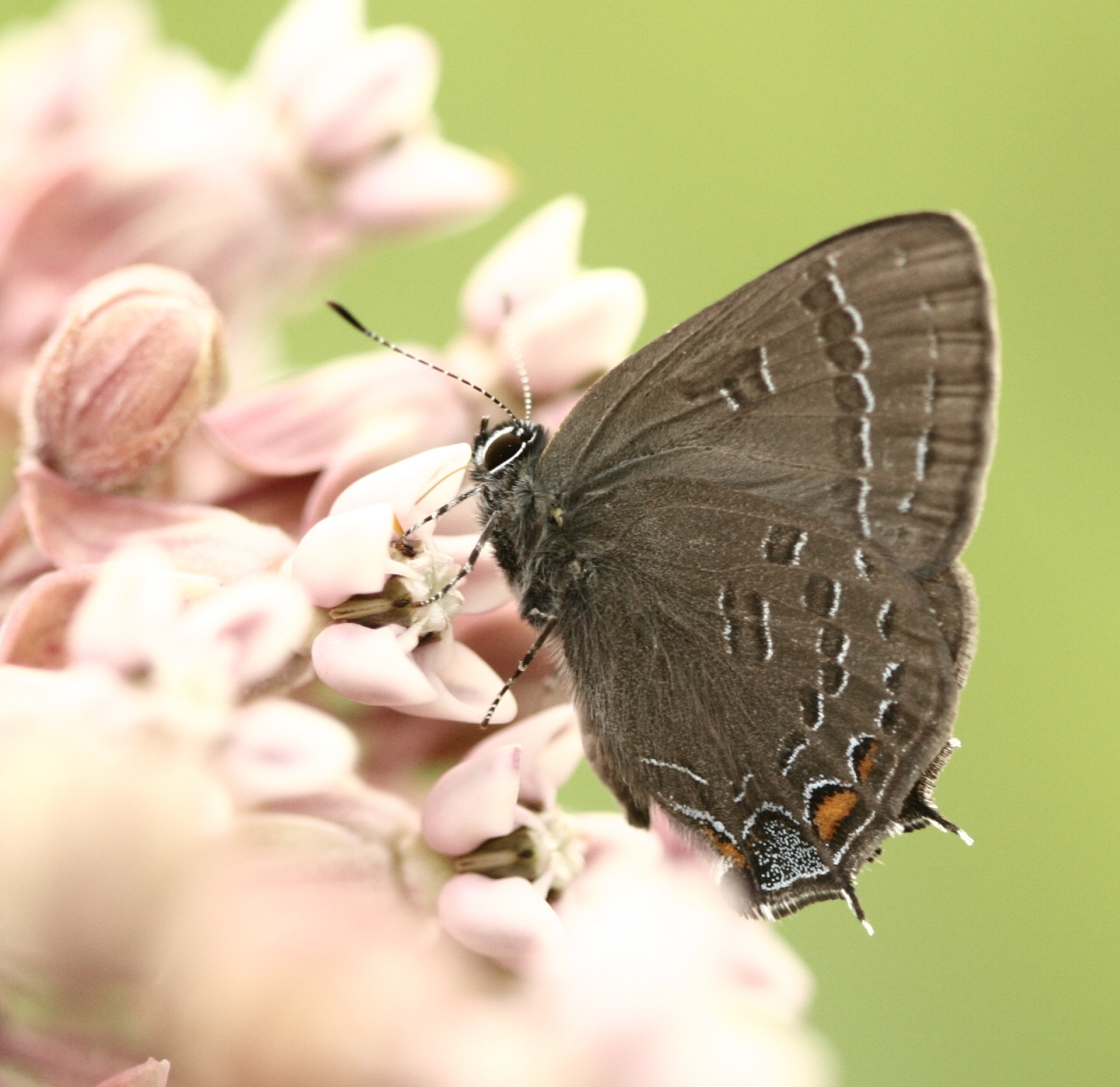
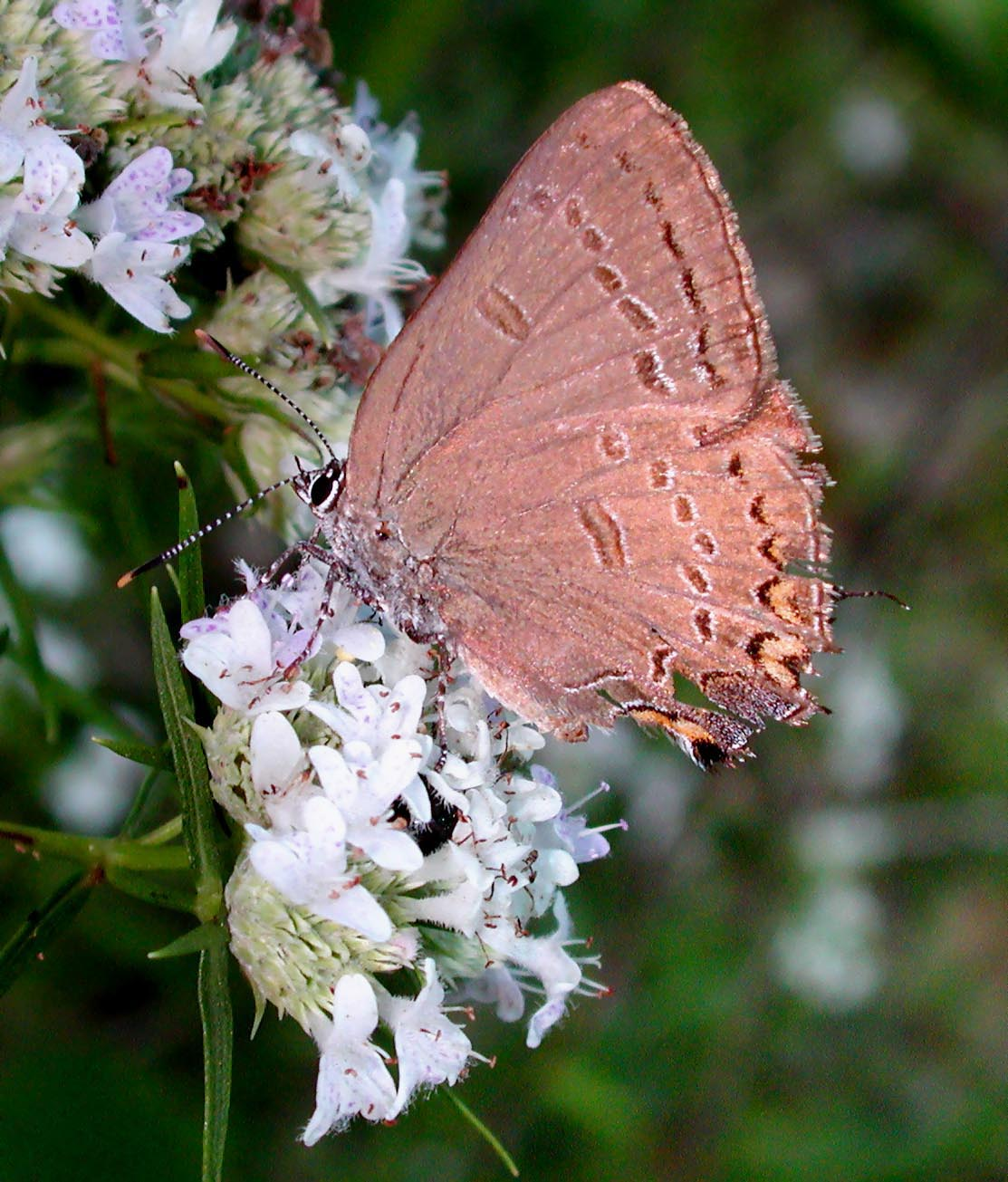
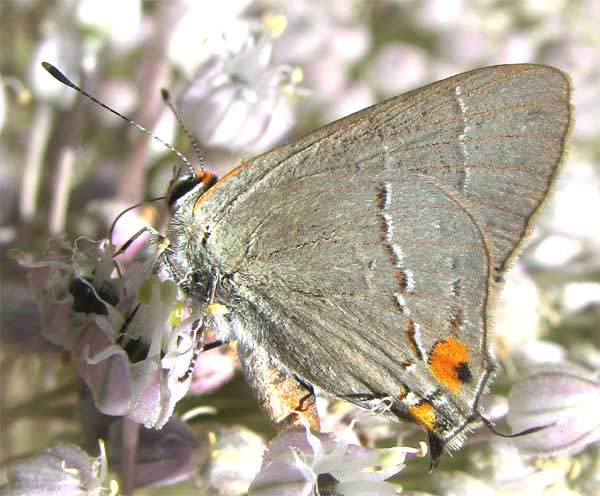
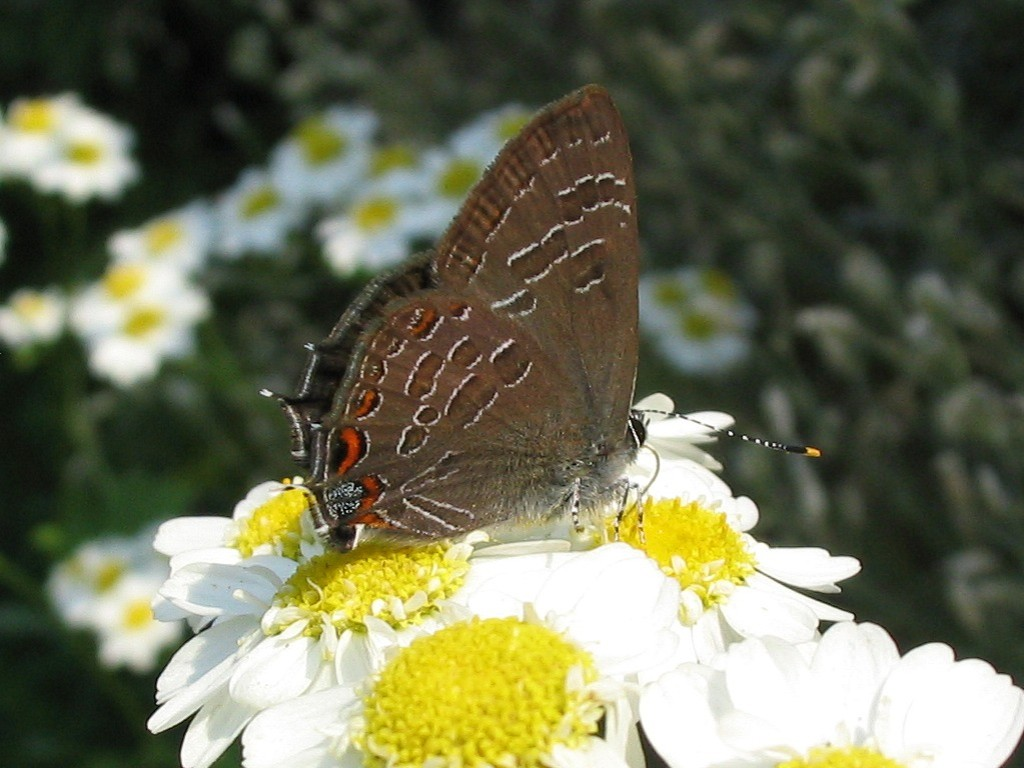
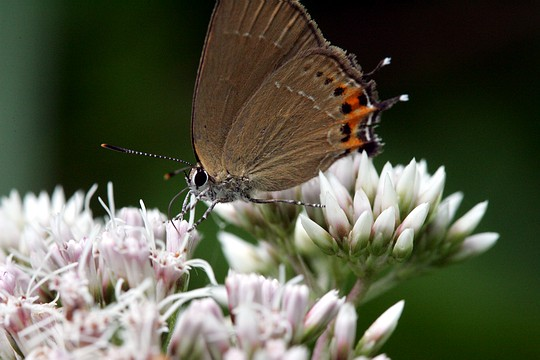
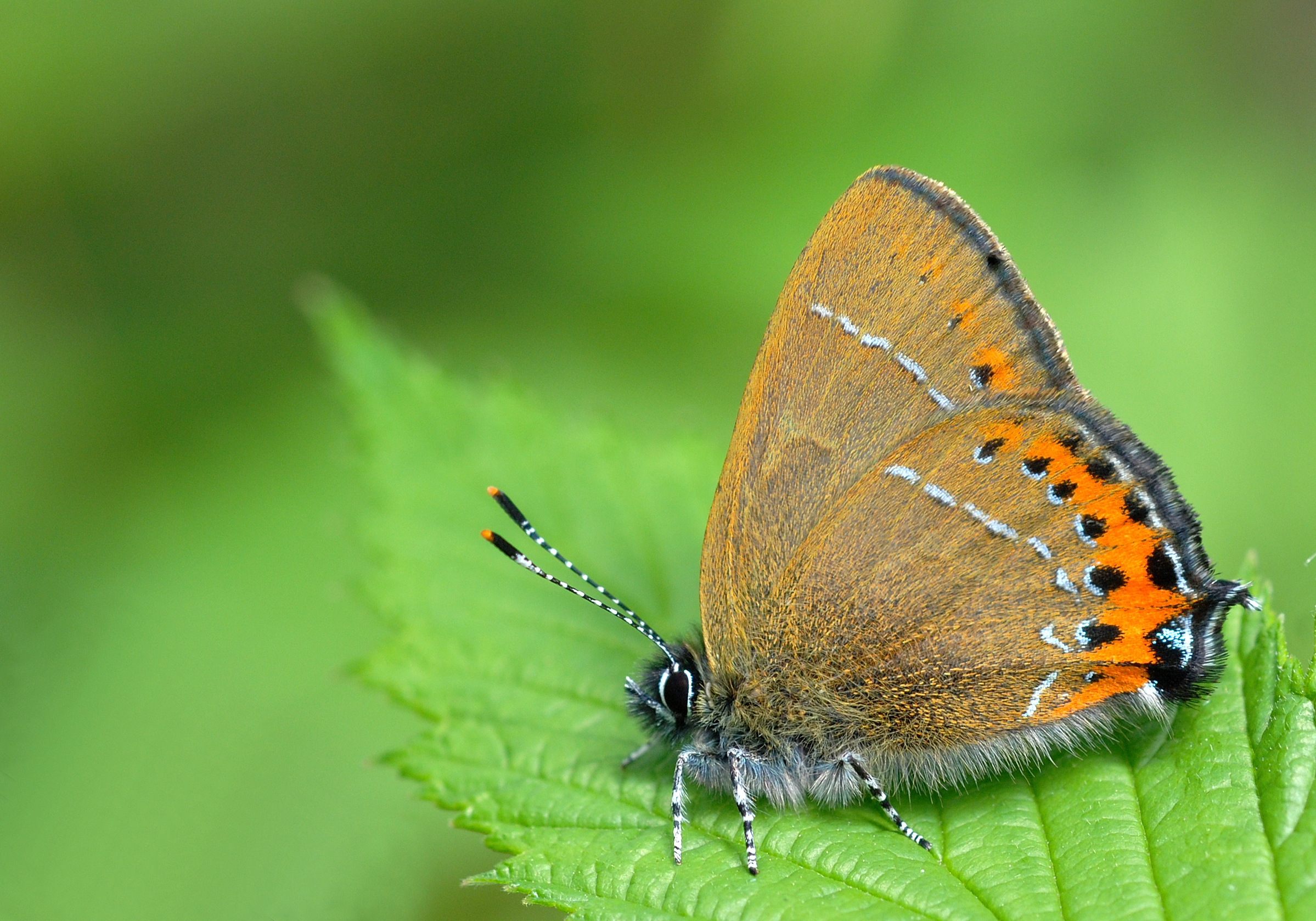
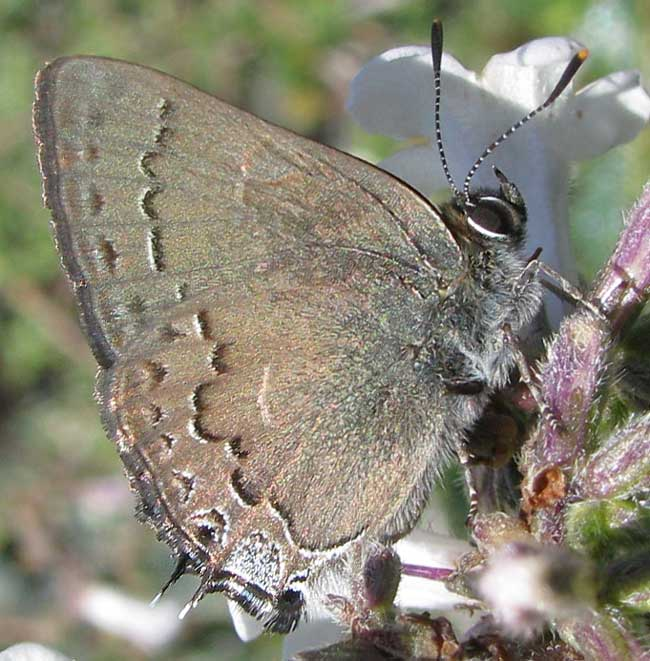
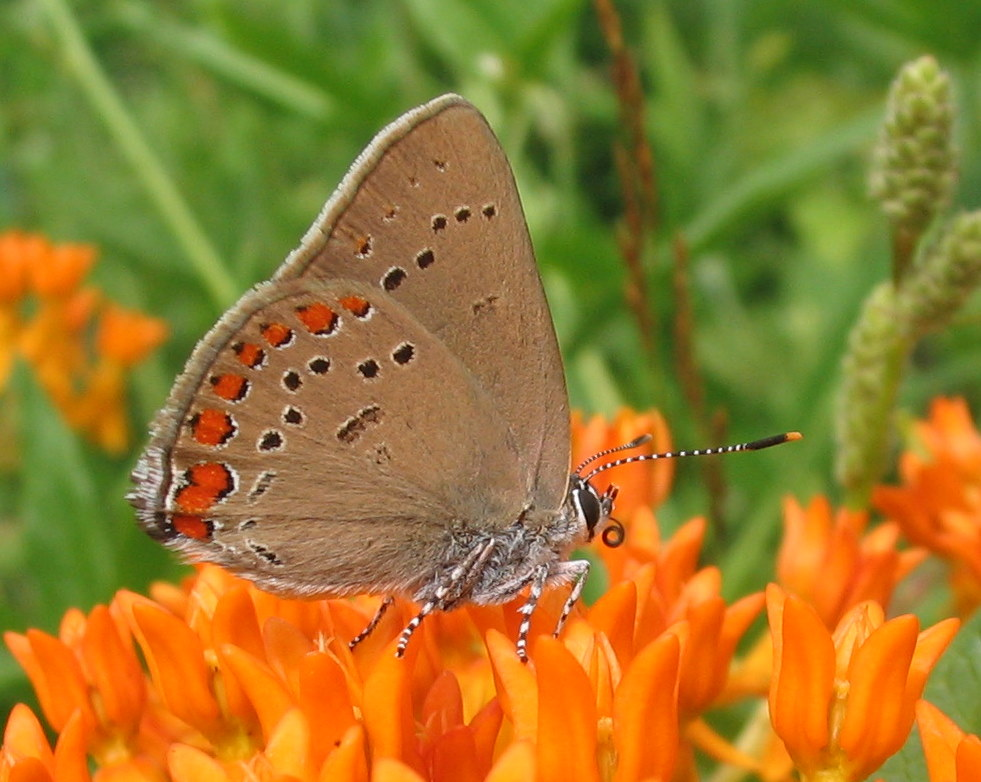
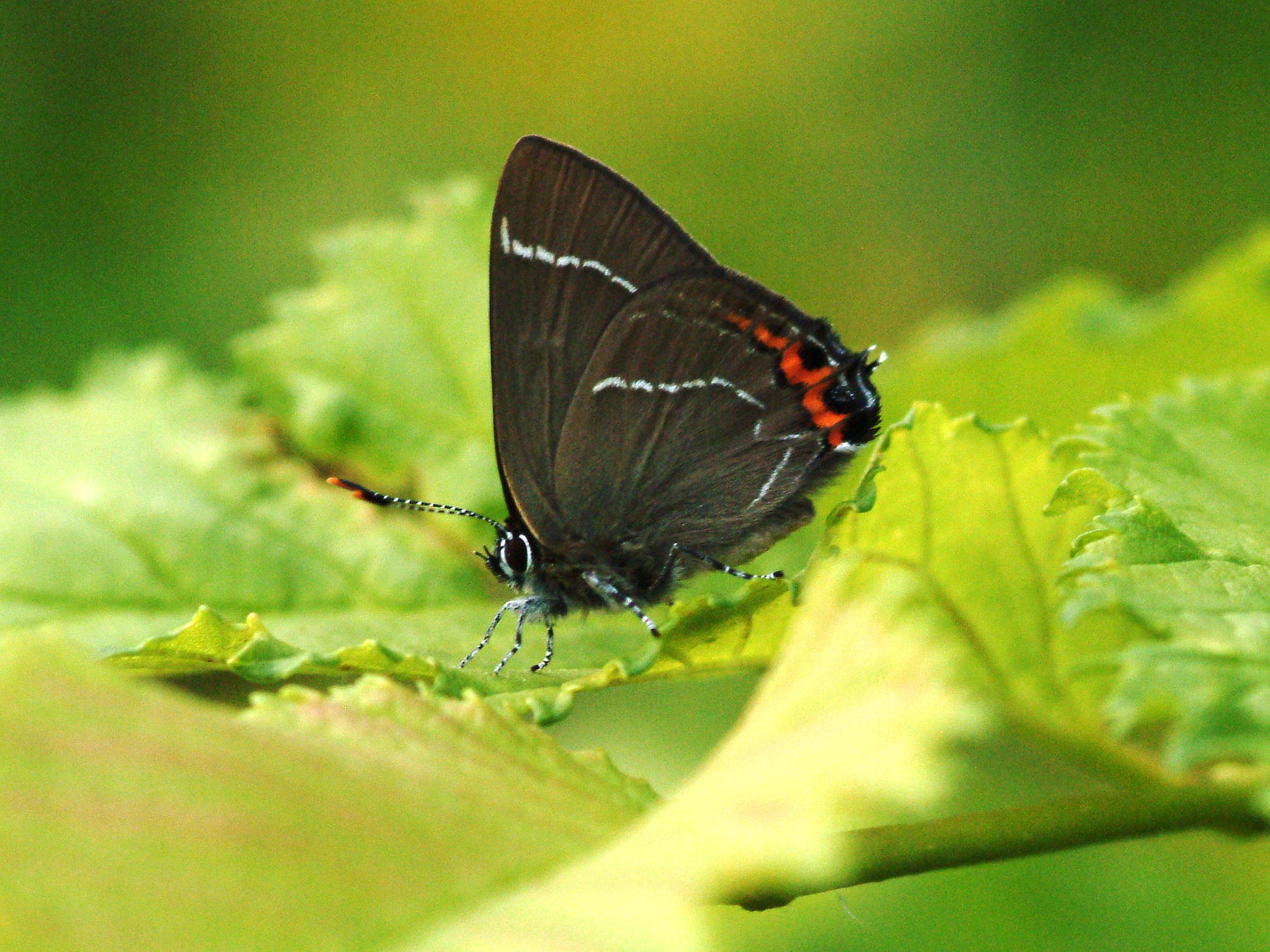